# Zăpezile de pe Kilimanjaro (film din 1952)

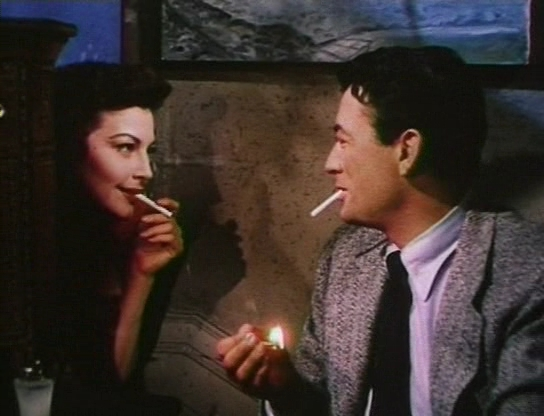

Zăpezile de pe Kilimanjaro (în engleză The Snows of Kilimanjaro) este un film de aventuri regizat de Henry King după un scenariu de Casey Robinson[*] bazat pe o povestire omonimă din 1936 de Ernest Hemingway. În rolurile principale au interpretat actorii Gregory Peck, Susan Hayward și Ava Gardner.
A fost produs de studiourile 20th Century Fox și a avut premiera la New York la 17 septembrie 1952, fiind distribuit de 20th Century Fox. Coloana sonoră a fost compusă de Bernard Herrmann. Cheltuielile de producție s-au ridicat la 3.000.000 $ și a avut încasări de 6.500.000 $.

## Distribuție
- Gregory Peck – Harry Street
- Susan Hayward – Helen
- Ava Gardner – Cynthia Green
- Hildegard Knef - Contesa Elizabeth
- Emmett Smith - Molo
- Leo G. Carroll - Unchiul Bill
- Torin Thatcher - Mr. Johnson
- Marcel Dalio - Emile
- Leonard Carey - Dr. Simmons
- Paul Thompson - Witch Doctor
- Ava Norring - Beatrice
- Helene Stanley - Connie
- Vicente Gómez - Guitarist (ca Vicente Gomez)
- Richard Allan - Spanish Dancer
- Charles Bates - Harry Street  (17 ani)
- Lisa Ferraday - Vendeuse